# Warren Muck
Warren H. "Skip" Muck (1922. január 31. – 1945. január 10.) amerikai katona, őrmester.
A 101. légi szállítású hadosztály 506. ejtőernyős gyalogezred 2. zászlóalj E (Easy) századánál szolgált második világháború idején. 
Muckot az HBO Band of Brothers minisorozatában Richard Speight alakította. 
Muck élettörténete szerepelt a 2010-es A Company of Heroes: Personal Memories about the Real Band of Brothers and the Legacy They Left Us című könyvben.

## Élete a háború előtt
Muck a New York-i Tonawanda városában született és nőtt fel.
Az Assisi Szent Ferenc Általános Iskolába járt, majd a Tonawanda High Schoolban érettségizett 1942-ben. Miután rövid ideig a Remington Rand vállalatnál dolgozott, 1942. augusztus 17-én vonult be Buffalóban, New York államban. A Georgia állambeli Toccoa kiképzőtáborban kapta a kiképzést.

## A világháborúban
Muck 1944. június 6-án, a D napon hajtotta végre első harci ugrását Normandiában, Franciaországban. 1944 szeptemberében szintén ugrott a megszállt Hollandiában is a Market Garden hadművelet részeként, amely végül kudarcot vallott.
Később az Easy század belgiumi Bastogne-ba szállították, az ardenneki csatá>ban Muckot és barátját, Alex Penkalát a német tüzérségi löveg ölte meg, a belga Foy városa melletti rókalyukukba csapódott egy lövedék, nem élték túl. 
A legjobb barátját, Donald Malarkey-t mélyen megrázta Muck halála.
Warren "Skip" Muck a Luxembourg-i Amerikai Temetőben van eltemetve.

## Forrás
Warren "Skip" Muck fandom. (Hozzáférés: 2023. május 1.)
Warren Muck élete. (Hozzáférés: 2023. május 5.)